# نيسان راشن
نيسان راشن (بالإنجليزية: Nissan Rasheen)‏ هي سيارة من صناعة يوكوهاما أنتجت في 1994 وتوقف إنتاجها في 2000.